# Thắng Thủy
Thắng Thủy là một xã thuộc huyện Vĩnh Bảo, thành phố Hải Phòng, Việt Nam.
Xã Thắng Thủy có diện tích 7,72 km², dân số năm 1999 là 7096 người, mật độ dân số đạt 919 người/km².